# Extremo Occidente

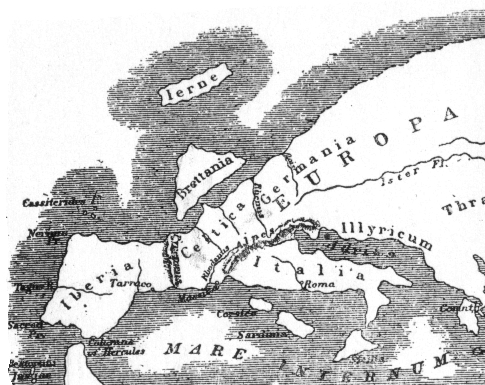
Mapa de Europa según las descripciones de Estrabón, con Iberia en el extremo occidente.

Extremo Occidente o Finisterre es denominado en el mito antiguo sobre la geometría de la Tierra, que suponía que la península ibérica era el fin de la tierra firme, y que viajando hacia el Occidente los barcos llegarían a un borde y caerían al vacío. Esta creencia fue desmitificada por Cristóbal Colón al viajar hacia Occidente, en 1492, logrando llegar a América.
Así, además, se denominó Finisterre, a una serie de mitos  relacionados con el fin del mundo y la aparición de uno nuevo, libre de pecado.
Este concepto produjo que diversos elementos geográficos recibiesen esa denominación:
- Extremo Occidente: los actuales países de España y Portugal eran, desde la Edad Antigua hasta la Edad Media, considerados el Extremo Occidente, en contraposición al Extremo Oriente (Asia).
- Extremo Occidente: nombre asignado ocasionalmente a las regiones de Portugal.[1]
- Extremo Occidente: nombre que ha sido utilizado en diferentes épocas para designar a Latinoamérica.[2]

La estrategia fue colocarnos en una determinada posición desde la que pudiéramos mirar hacia los dos extremos de las racionalidades alternativas. Nuestra topología fue de la América Latina como Extremo Occidente: allí en donde todavía es Occidente, pero también el lugar en donde Occidente termina y empieza otra cosa. Nuestra táctica fue lanzar sobre esa fortaleza del capital y su razón un asedio desde muchos puntos: filosóficos, sociológicos, políticos y sobre todo desde la vinculación efectiva con los movimientos populares para adherirse a las formas de resistencia contra la globalización.
Carlos Rojas Reyes 
Nómadas en Extremo Occidente. 
El proyecto Pensamiento Nómada en la Universidad de Cuenca